# Condado de Boise
O Condado de Boise é um dos 44 condados do Estado americano do Idaho. A sede do condado é Idaho City, e a maior cidade é Horseshoe Bend. O condado tem uma área de 4938 km² (dos quais 11 km² estão cobertos por água), uma população de 6670 habitantes, e uma densidade populacional de 1,4 hab/km² (segundo o censo nacional de 2000). Foi fundado em 1864 e recebeu o seu nome a partir do rio Boise.